# 広島電鉄1900形電車
広島電鉄1900形電車（ひろしまでんてつ1900かたでんしゃ）は、1978年に京都市電（京都市交通局）より広島電鉄に移籍、在籍中の路面電車車両である。

## 概要
京都市電の1900形電車を譲受した車両で、1977年10月の河原町・七条線廃止時に1904・1908号が先行して移籍。京都市電全廃後の1978年9月以降に残りの全車が移籍し、15両が出揃った。同時に1916号から始まっていた車両番号を1901 - 1915号に整理している。
主な改造箇所としては、正面部は行先表示器の大型・電動化、京都時代についていた前面上部の「ワンマンカー」行灯の撤去、運転台の窓下に青色のワンマン表示板が設けられたほか、ヒサシの取付、中央窓のHゴム化が行われた。当時の広島電鉄の車両は正面腰部に黄色菱形の警戒塗装が施されていたが、本形式はその対象外となり、1980年代は広告車両としても多く使われていた。
車体の全面的な補修も行われた。側面部はベージュ一色だったドアを車体と同じ塗り分けに変更し、また前後扉からの改造時に埋められていた中扉脇の広い吹き寄せに車掌用小窓を取り付け、1908号以外は旧後扉部の締切窓を開閉可能にするなどの改造が施された。現在でも京都市交通局の局章をあえて各車両ドア付近に残している。オレンジ色の帯は1908号の登場当初は京都時代よりも明るい色だったが、後に現在の色に変更された。
前面・側面の系統板受け下部の広告を取り付ける部分に、1両ずつに京都にちなんだ愛称板を取り付けた。最初に登場した1908「あらし山」と次の1904「かも川」（実車の表記はひらがなを用いている）は広電が命名したものだが、3両目以降は広電が選んだ京都にちなむ地名20候補から、利用客に対するアンケート投票を実施。約9,000通を集めた中から上位を獲得した13点が採用され、各車両に掲出された。
屋根上部は、集電装置をビューゲルからZパンタに交換。台車、電動機などの駆動部は京都時代から変わりない。

### 改造
登場当初は中扉について各車で違いがあり、1901・1903 - 1905・1907 - 1910・1914については木製タテ棧2本、1906号については木製タテ棧なし、1902・1911 - 1913・1915号については軽金属製であった。2000年代に前扉・中扉ともアルミ製に交換された。
路面電車としてはかなり早い段階で冷房改造が行われた。最初に1980年の運転開始当初より1901・1913号は富士電機直流駆動方式（25,000kcal/h×1）で改造。構造は、バス用クーラーのコンプレッサーを直流600Vモーターで駆動する構造であった。翌年の1981年7月に1902 - 1904号の3両が、三菱電機のCU127分散型（10,500kcal/h×2）で改造。1982年に残りの全車が、三菱電機の直流交流変換駆動方式（三菱MDA方式）CU77A集中型（21,000kcal/h×1）で冷房改造された。その後、三菱MDA方式による冷房改造は標準的な物になっている。前述の1901・1913号はクーラーユニットが屋根上などに見当たらず、非冷房車との識別が外見上困難な特徴があった。しかし構造が特殊であることと冷房能力に問題があり、後日CU77形に換装された。ただし他のCU77形を搭載する車両は冷房補機を床下に置くが、1901・1913号に関しては冷房補機を屋根上に置く形に変更された。
2000年代には落雷事故を受けて避雷針が更新された。また砂撒き設備が車掌台の場所に設置された。
愛称板については2001年頃から掲出を止め、系統番号のプレートとその愛称板を掲出する台だけが残された時期があったが、2006年3月に愛称板を新調し復活。現在も使用されている。
また床材も木製板張りからリノリウムへの変更も行われている。

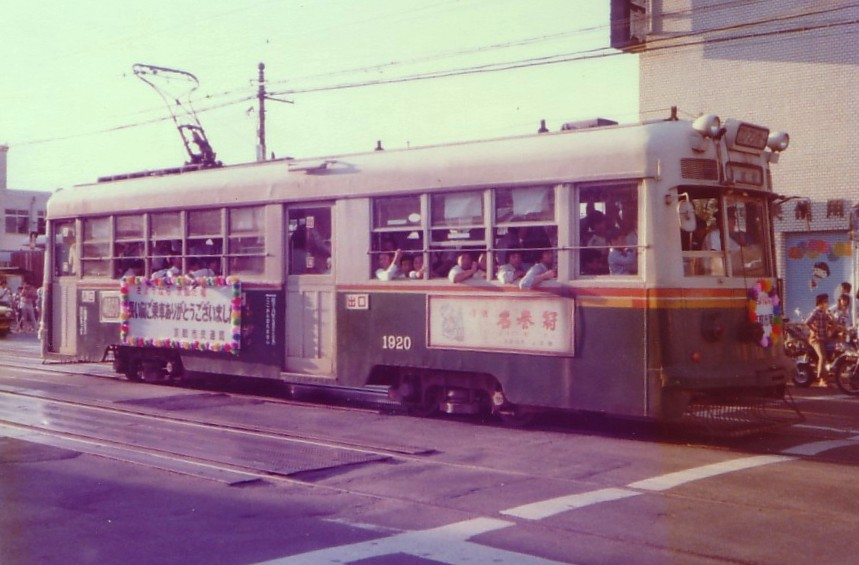
京都時代営業最終日の1900形1920号車 (1978年撮影) 現在は1906号車になっている
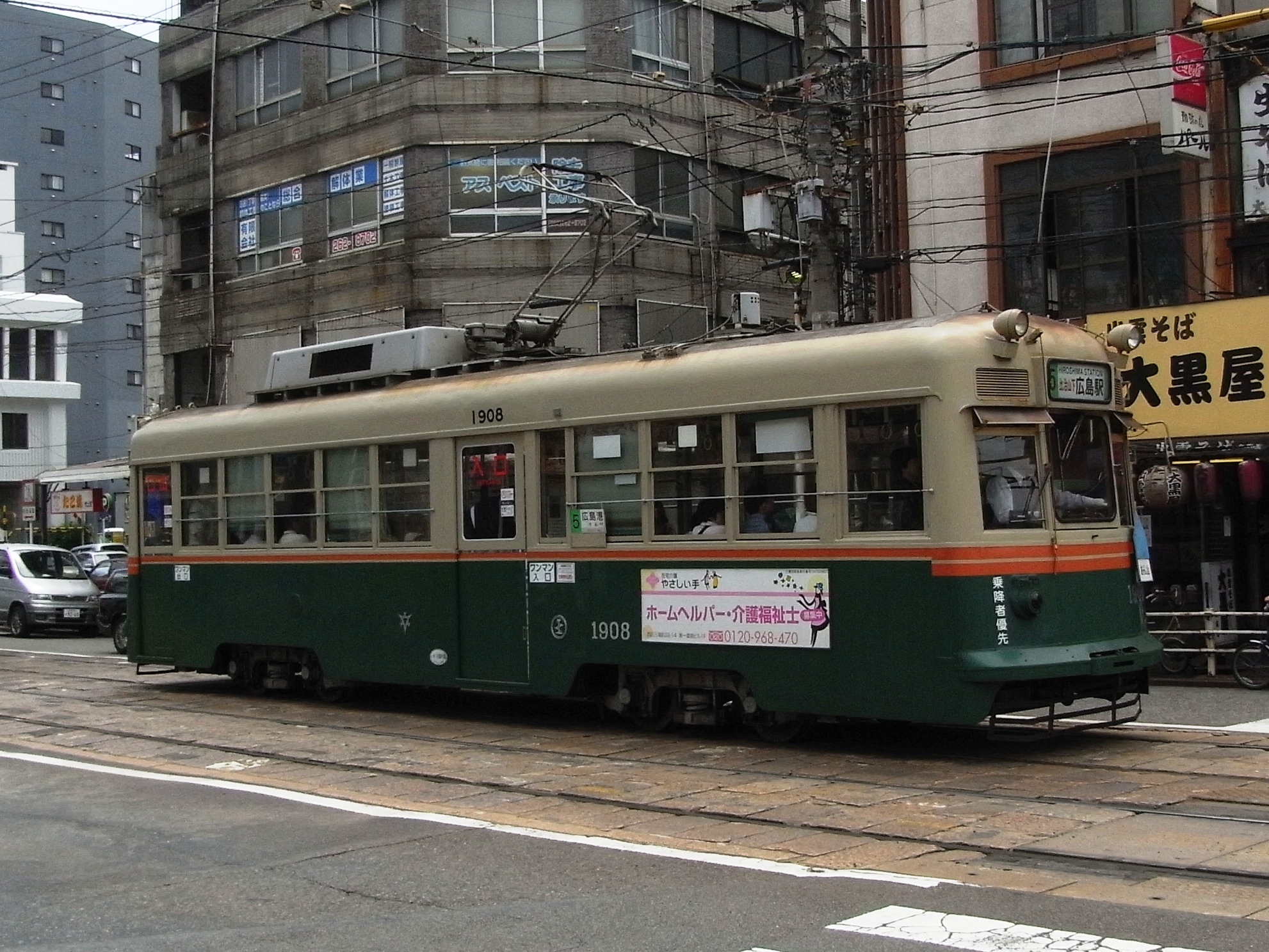
1900形1908号車 (2008年撮影) 写真右側側面の窓が開かない
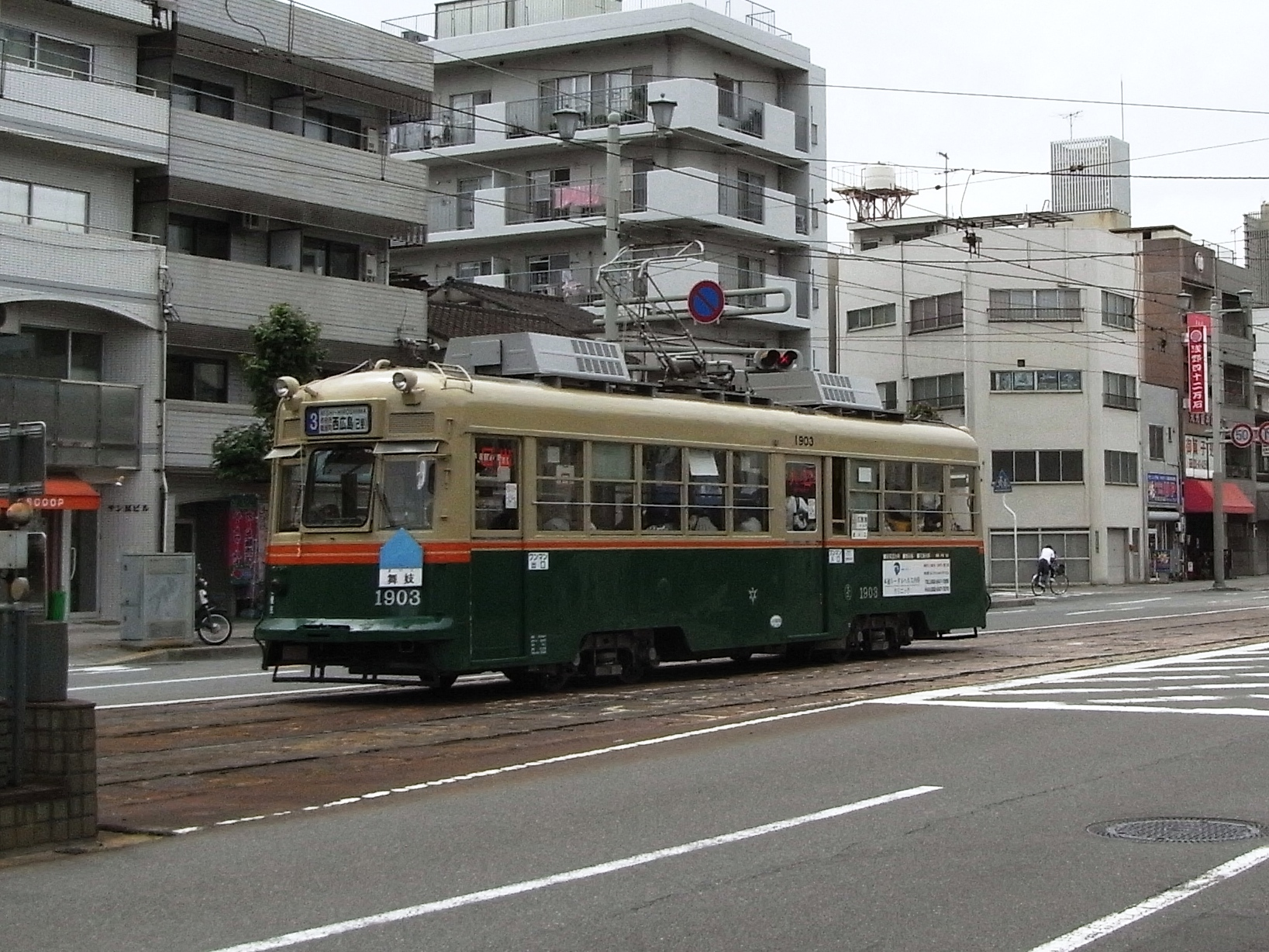
1900形1903号車 (2008年撮影) 分散型クーラー搭載車
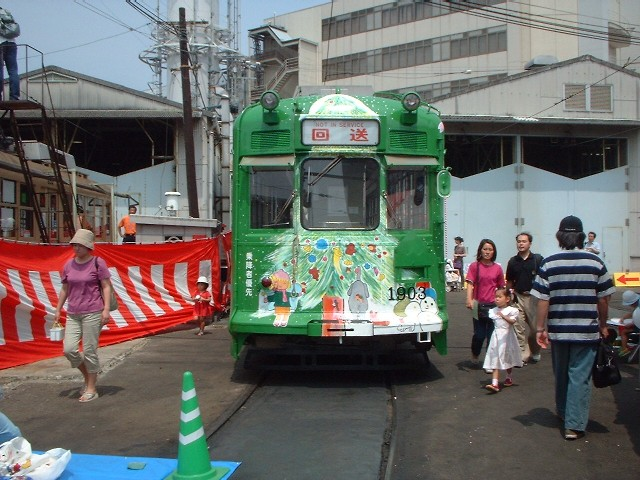
1900形1903号車 (2003年撮影) 七夕電車として走っていた時期もある 現在は京都色に戻されている
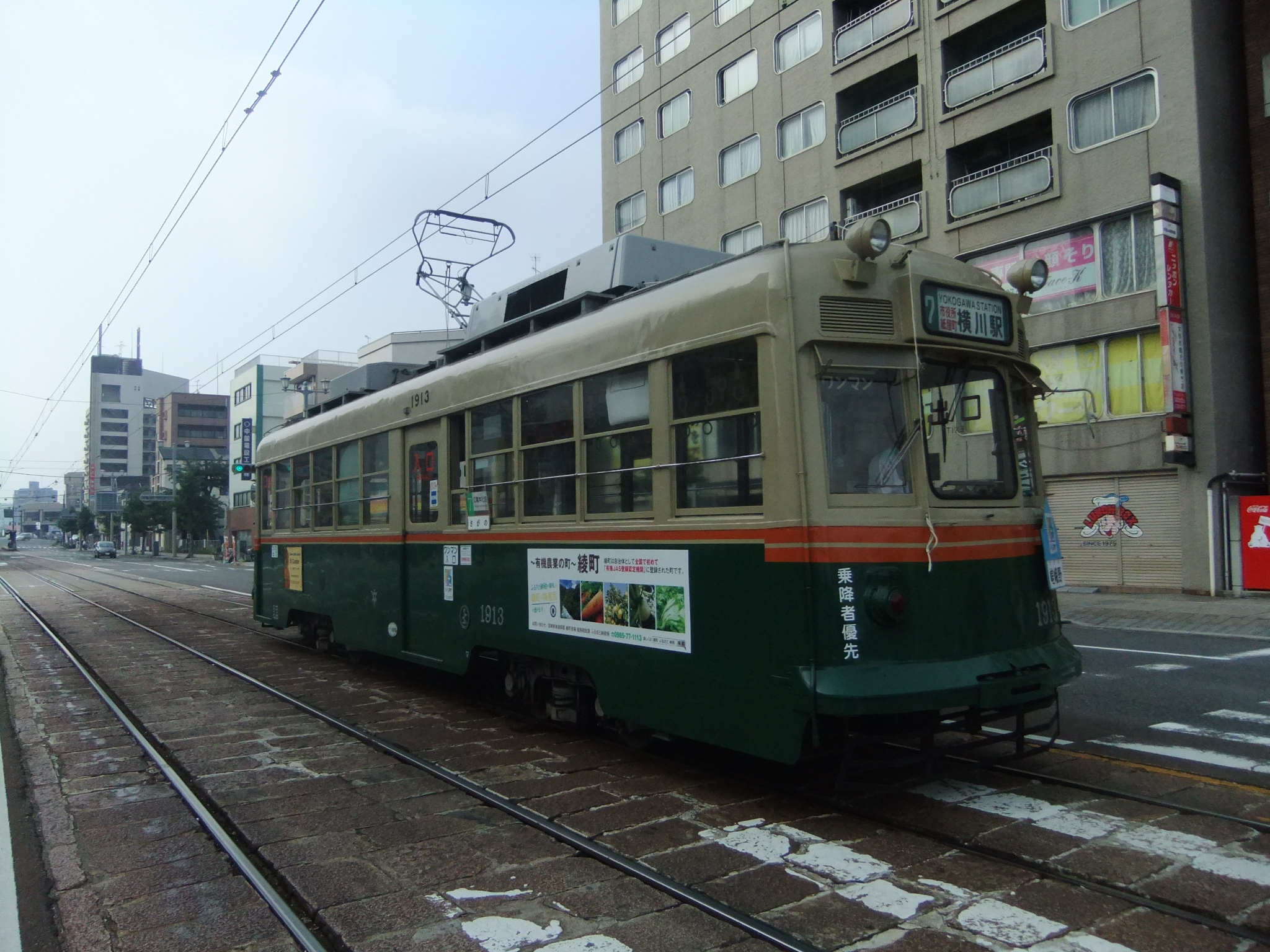
1900形1913号車 (2015年撮影) 冷房補機を屋根上に置く
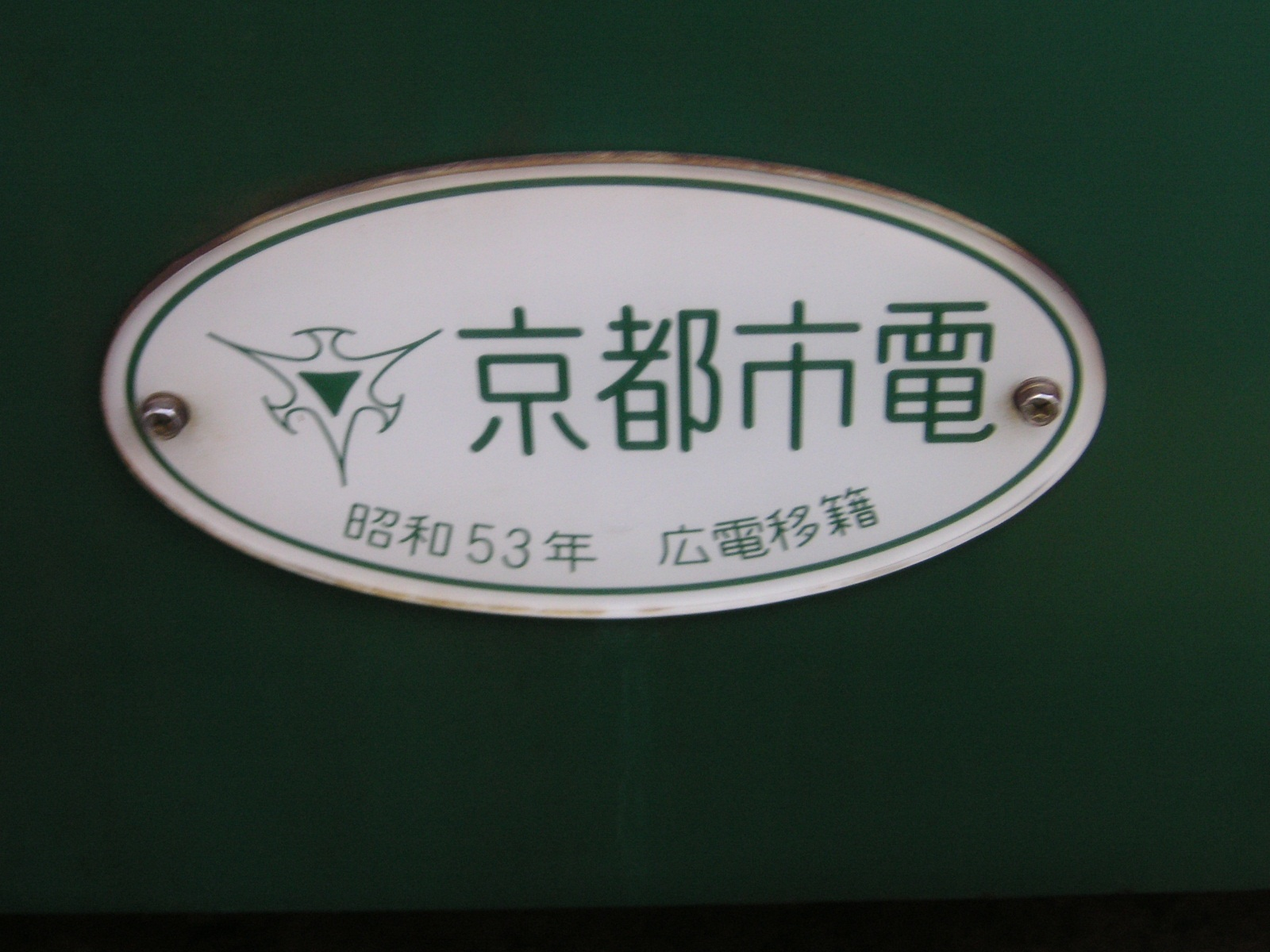
1900形1914号車 (2010年撮影) 京都市電からの移籍車を示すプレート

## 運用
2025年7月現在、1901.1905.1907.1908号が千田車庫に配属され、主に3号線・5号線・7号線の運用に就き、ラッシュ時には1号線の運用にも就く。1906.1909.1911.1913 - 1915号が江波車庫に配属され、主に8号線の運用に就き、ラッシュ時には6号線の運用にも就く。
出口の構造が広く収容力も充分で、乗務員の評判が良いことから、旧型車の淘汰が進む中にあって現在でも10両余り健在で、京都市電時代より広電時代の方がはるかに長い在籍年数となっている。形式別に見た広電への譲渡車両としては最大勢力であるほか、唯一複数車両が現役の譲渡車両でもある。
しかし、2024年5月、1902号と1903号が千田→江波へ疎開回送される。その後、江波にて休車となっており運用離脱している。また1903号は方向幕が新しいフォントの幕に交換されていたが、運用から離脱した。1900型から運用離脱が出るのはこれが初である。そして2024年6月20日に広島電鉄公式ホームページより、1902号と1903号の引退が発表された。
広電の車両が公式にて引退発表されるのは2006年引退の650型654号以来である。引退に伴い、さよなら運転及び1900形の15両全てを集めた撮影会が2024年7月14日に行われたその後、2024年8月23日〜江波にて1903号の解体＆搬出作業が行われた。1900型の解体はこれが初となった。
また翌年の2025年3月4日には、休車となり運用離脱していた1910号と1912号が江波車庫より解体のため搬出された。本来は1902号と1903号等と同様に現地解体だが、前日に行われた5007号に引き続き、搬出にて廃車陸送が行われた。さらに、2025年5月には1904号が休車扱いになっている。
これにて1900型の廃車は4両、かつては移籍車としての広電最大勢力となっていた1900型も少しずつ姿を減らしつつある。
2025年6月25日のテレビニュースでは1901号と1907号がたなばた電車として姿を出した。

## 各車状況
| 広電時代車番 | 京都時代車番 | 京都での竣工 | 広電での竣工  | 冷房改造      | 愛称名   | 備考 | 所属車庫 | 廃車                                    |
| ------------ | ------------ | ------------ | ------------- | ------------- | -------- | --- | -------- | --------------------------------------- |
| 1901         | 1916         | 1957年9月    | 1980年7月1日  | 1980年6月25日 | 東山     | 登場当初はバス型冷房搭載 | 千田車庫 |                                         |
| 1902         | 1917         | 1957年9月    | 1981年3月31日 | 1981年7月27日 | 桃山     | 分散型冷房搭載 ※2024年5月 千田→江波へ疎開回送。その後、休車となる 2024年6月20日 公式ホームページより引退が発表された 引退済み | 廃車     | 2024年8月26日 江波車庫にて解体          |
| 1903         | 1918         | 1957年9月    | 1980年12月3日 | 1981年7月27日 | 舞妓     | 分散型冷房搭載 ※2024年5月 千田→江波へ疎開回送。その後、休車となる 2024年6月20日 公式ホームページより引退が発表された 引退済み | 廃車     | 2024年8月22日(木) 江波車庫にて解体      |
| 1904         | 1923         | 1957年9月    | 1979年4月7日  | 1981年7月27日 | かも川   | 分散型冷房搭載 | 休車     | 2025年5月7日 江波へ回送                 |
| 1905         | 1919         | 1957年9月    | 1980年5月8日  | 1982年6月20日 | 比叡     | | 千田車庫 |                                         |
| 1906         | 1920         | 1957年9月    | 1980年5月15日 | 1982年6月15日 | 西陣     | 京都市電時代、全線廃止当日の最終便「さようなら京都市電」として使用                                                            | 江波車庫 |                                         |
| 1907         | 1924         | 1957年9月    | 1980年3月17日 | 1982年6月12日 | 銀閣     | | 千田車庫 |                                         |
| 1908         | 1921         | 1957年9月    | 1979年3月8日  | 1982年6月12日 | あらし山 | 旧後扉部窓締切 | 千田車庫 |                                         |
| 1909         | 1925         | 1957年9月    | 1979年6月5日  | 1982年6月26日 | 清水     | | 江波車庫 |                                         |
| 1910         | 1926         | 1957年9月    | 1979年7月15日 | 1982年6月18日 | 金閣     | 2025年3月に解体のため搬出 | 廃車     | 2025年3月4日 解体のため江波車庫より搬出 |
| 1911         | 1927         | 1957年9月    | 1979年9月28日 | 1982年6月26日 | 祇園     | | 江波車庫 |                                         |
| 1912         | 1928         | 1957年9月    | 1980年4月21日 | 1982年6月30日 | 大文字   | 2025年3月に解体のため搬出 | 廃車     | 2025年3月4日 解体のため江波車庫より搬出 |
| 1913         | 1929         | 1957年9月    | 1980年7月1日  | 1980年6月25日 | 嵯峨野   | 登場当初はバス型冷房搭載 | 江波車庫 |                                         |
| 1914         | 1930         | 1957年9月    | 1980年8月5日  | 1982年6月14日 | 平安     | | 江波車庫 |                                         |
| 1915         | 1931         | 1957年9月    | 1980年9月5日  | 1982年6月22日 | 鞍馬     | | 江波車庫 |                                         |

書籍により、京都時代の車番について異説が存在する。

## その他
- テレビアニメ『ケムリクサ』において、主人公たちが移動や睡眠に使う施設として、車体を半分に切断された1904号車が登場する。
- 2021年12月に、1909号のパンタグラフがシングルアームタイプに改装されているのが確認された。2023年までに全車両が更新された。
- 1902号はこちらを連想する呼びがあった。
- 1901号のモビリーデイズは開始前の時点でシステムキーが設置されていなかった。